# Blood Night
Pour plus de détails, voir Fiche technique et Distribution.
Blood Night: The Legend of Mary Hatchet est un film d'horreur et slasher écrit et réalisé par Frank Sabatella.

## Synopsis
Un groupe d'adolescents célébrant l'anniversaire de la mort de l'assassin Mary Hatchet se retrouvent soudainement face à face avec les réalités de cette légende urbaine.

## Fiche technique
- Réalisation : Frank Sabatella
- Scénario : Elke Blasi et Frank Sabatella
- Direction artistique : Mohammed Dagman et Patrick Welty
- Décors : Uriah Herr
- Photographie : Jarin Blaschke et Christopher Walters
- Montage : Stephen Franciosa Jr.
- Musique : Victor Bruno et Stephen Tubin
- Pays d'origine : États-Unis
- Format : Couleurs - 35 mm - 2,35:1 - Dolby Digital
- Genre : horreur
- Durée : 83 minutes
- Date de sortie : 2009

## Distribution
- Bill Moseley : Graveyard Gus
- Danielle Harris : Alissa Gordiano
- Nate Dushku : Alex
- Samantha Facchi : Mary "Hatchet" Mattock
- Anthony Marks : Chris
- Billy Magnussen : Eric
- Alissa Dean : Nichole
- Maryam Basir : Jen
- Samantha Hahn : Lanie
- Michael Wartella : Gibbz
- Raven Patricia : Young Mary Mattock
- Connor Fox : Katz
- Russel Lewis : Tim
- Rich Ceraulo : Corey
- Garett Neil Stevens : Huey
- Josh Segarra : Tyler
- Samantha Jacobs : Jessica
- Sal Rendino : Bob Mattock
- Nancy Malleo : Linda Mattock

## Production
Le film est basé sur la légende de Mary Hatchet, un quartier populaire de Long Island histoire de fantôme avec de nombreuses versions différentes. Le scénario original a été écrit par le réalisateur Frank Sabatella et Elke Blasi. Chaos Squared, Talents Harrington, et Photos Sideshow ont tourné le film dans New Jersey, Long Island, Manhattan et New York. La première du film le 22 août 2008 dans le cadre du MonsterMania 11. 